# 金杉陽子
金杉 陽子（かなすぎ ようこ、1984年4月12日 - ）は、日本の女性アナウンサー。エス・オー・プロモーション所属。千葉県香取郡多古町出身。

## 来歴・人物
千葉県立佐原高等学校、國學院大學法学部卒業。SOプロ・トークアカデミー修了。台東ケーブルテレビ契約アナウンサー。
大食いでも知られ、自身が司会を務めていた「おじゃまします！市町村街かどクイズ」のCMのネタとして使用されることがある。

## 主な出演番組
- 『おじゃまします！市町村街かどクイズ』（千葉テレビ放送、2007年6月15日 - 2016年6月24日）
- 『デイリーニュース』（JCNコアラ葛飾、2010年4月12日 -  ）: キャスター、火曜日担当
- 『上野・浅草ウィークエンド』（千葉テレビ放送、朝まるJUST内コーナー、2009年7月9日- 9月24日、木曜6時45分頃 - ）

## CM
※千葉テレビにて放送。いずれも終了
- アクアユーカリ（ナレーション）
- 古谷乳業